# Mouritala Ogunbiyi
Mouritala Ogunbiyi (Ota, 10 de outubro de 1982), é um futebolista nascido na Nigéria e naturalizado beninense que atua como meia. Atualmente, joga pelo Nîmes da França.

## Carreira
Ogunbiyi fez parte do elenco da Seleção Beninense de Futebol no Campeonato Africano das Nações de 2004, quando terminaram no último lugar do seu grupo na primeira fase da competição, deixando de assegurar a qualificação para as quartas-de-final. E representou o elenco da Seleção Beninense de Futebol no Campeonato Africano das Nações de 2010.

## Títulos
Guingamp
- Copa da França: 2008-09

Nîmes
- Championnat National: 2011-12